# Tvrdonice
Tvrdonice (německy Turnitz) jsou obec v okrese Břeclav v Jihomoravském kraji. Žije zde přibližně 2 100 obyvatel. Tvrdonice jsou folklórním centrem Podluží, výrazné podoblasti národopisné oblasti Slovácko. Pro Tvrdonice je typická slavnost s názvem Podluží v písni a tanci. Jde o vinařskou obec ve Slovácké vinařské podoblasti (viniční tratě: Nové vinohrady, Staré vinohrady, Padělky a Boří les).
Obec leží ve výšce 176 metrů a za obcí teče říčka Kyjovka. Obec obepínají pole, vinohrady a lužní les. Nachází se zde i kostel sv. Mikuláše postavený v roce 1941 ve funkcionalistickém stylu. Dřívější kostel stál v prostorech parku na Náměstí Míru. Ve Tvrdonicích je i základní škola pro obce Tvrdonice i Kostice.[zdroj?]

## Geografie
Nejníže položená oblast v katastru obce se nachází ve výšce 156 metrů (blízko řeky Moravy) a nejvýše položená se nachází ve výšce 190 metrů (ulice Týnecká). Tvrdonice leží ve výběžku Vídeňské pánve, v Dolnomoravském úvalu.[zdroj?]
Na katastru Tvrdonic se vyskytují slepence, pískovce, jíly, písky, štěrky, těží se zde ropa, zemní plyn a lignit.[zdroj?]
Obcí protéká řeka Kyjovka, za obcí se dále tečou řeky Morava, Kostelnice a Svodnice. V katastru obce leží i přírodní rezervace Stibůrkovská jezera, pozůstatek dříve často zaplavovaného lužního lesa. Za obcí se nachází štěrkovna, avšak kvůli znečištění se zde není vhodné koupat.[zdroj?]

## Název
Jméno vesnice bylo odvozeno od jména jejího zakladatele, hodonínského kastelána Tvrdiše doloženého k roku 1169 (patřil ke stejnému velmožskému rodu jako Sudomír, zakladatel blízkých Sudoměřic). Jméno vesnice však vždy znělo Tvrdonice (Tvrdiš tedy zřejmě byl znám pod přezdívkou Tvrdoň), jeho starší podoba Tvrdonici byla vlastně pojmenováním obyvatel vsi s významem "Tvrdoňovi lidé".

## Historie
První písemná zmínka o obci pochází z roku 1264. Tvrdonice náležely k Týneckému, později k Lichtenštejnskému panství. Roku 1538 byly povýšeny na městečko. Na přelomu 16. a 17. století byla oblast u Tvrdonic pod útoky Bočkajovců. V roce 1606 postihlo Tvrdonice zemětřesení. V 18. století se pole ve Tvrdonicích obdělávala trojpolním systémem. Zemědělci pěstovali především žito, pšenici a proso. Neměli ale dokonalé nářadí. Měli rádlo, které půdu neobracelo, ale jen rozrylo. Obyvatelé se živili i vinařstvím, rybolovem a chovem dobytka (odtud i ve znaku obce). Z tohoto století pochází i první zmínka o škole ve Tvrdonicích, kde se vyučovalo čtení, psaní, počtům a zpěvu. Obec patřila Lichtenštejnům. V první světové válce muselo narukovat 540 mužů, 24 se jich nevrátilo domů.[zdroj?]
Památník padlých obětem první světové války se nachází v parku. Za druhé světové války se ve Tvrdonicích nacházela vysílačka skupiny Clay, která posílala zprávy do Londýna. Při osvobozování obce Rudou armádou 13. dubna 1945 padlo 17 občanů Tvrdonic a 49 vojáků Rudé armády. Byli pochováni v parku u mateřské školy a byla tam vztyčena pamětní deska. Roku 1954 se postavilo zdravotní středisko. Roku 1956 se konaly první národopisné slavnosti v amfiteátru obce, poblíž Slovácké chalupy. V roce 1966 byl otevřen nový hřbitov, který se nachází za čerpací stanicí, poblíž amfiteátru. Předtím hřbitov stával blízko výše uvedeného hrobu Rudé armády. Téhož roku byla postavena i nová základní škola, umístěná mezi obcemi Tvrdonice a Kostice. Předtím děti navštěvovaly školu na Náměstí Míru (první stupeň) a následně pak školu v sousedních Kosticích.[zdroj?]
V sedmdesátých letech byl slavnostně odhalen památník osvoboditelům Tvrdonic s textem:
OBČANÉ TVRDONIC SVÝM OSVOBODITELŮM PŘI PŘÍLEŽITOSTI 30. VÝROČÍ OSVOBOZENÍ. Dne 13. dubna 1945 osvobodila Rudá armáda Tvrdonice. Boj o osvobození obce z fašistického jha svedla vojska 4. gardového jezdeckého sboru generálporučíka F. V. Kamkova a 49. střeleckého sboru generálporučíka G. N. Těrentěva. Osvobození obce zaplatilo svými životy 58 sovětských vojáků. Sláva osvoboditelům! Věčná paměť padlým hrdinům!

Obec každoročně postihovaly záplavy řeky Moravy, které měly za následek přemnožení komárů. Z tohoto důvodu stát zredukoval tok Moravy (1976–1977). To mělo neblahý vliv na lužní lesy a ty začaly vysychat. Později se postavil systém kanálů. V osmdesátých letech obec postupně asfaltovala cesty a stavěla nové oblasti pro život. V těchto letech vzniklo i sídliště Poza, které bylo přejmenováno na ulici Plynárenská. Také katastru Tvrdonic se k 25. červenci 1997 dotkla úprava státní hranice se Slovenskem. Po roce 2000 byla opravena vnější fasáda kostela, bylo provedeno zateplení obecního úřadu a školy, ve škole se navíc budoval ekologický areál s altánem pro výuku, s malým amfiteátrem pro divadelní představení a bylo dokončeno nové hřiště pro míčové hry. V obci bylo dále vyměněno osvětlení za nové, proběhlo zalesnění Náměstí Míru a došlo i k vybudování nové domovní ulice Tabule. Po roce 2010 byla vybudována nová komunikace z obce Moravská Nová Ves do Lanžhota přes Tvrdonice (na fotografii nahoře). V rámci spolupráce s obcí Moravský Svätý Ján bylo vybudováno nové multifunkční hřiště ve sportovní oblasti Tvrdonic. Později se vybudovalo i dětské hřiště hned vedle multifunkčního.[zdroj?]

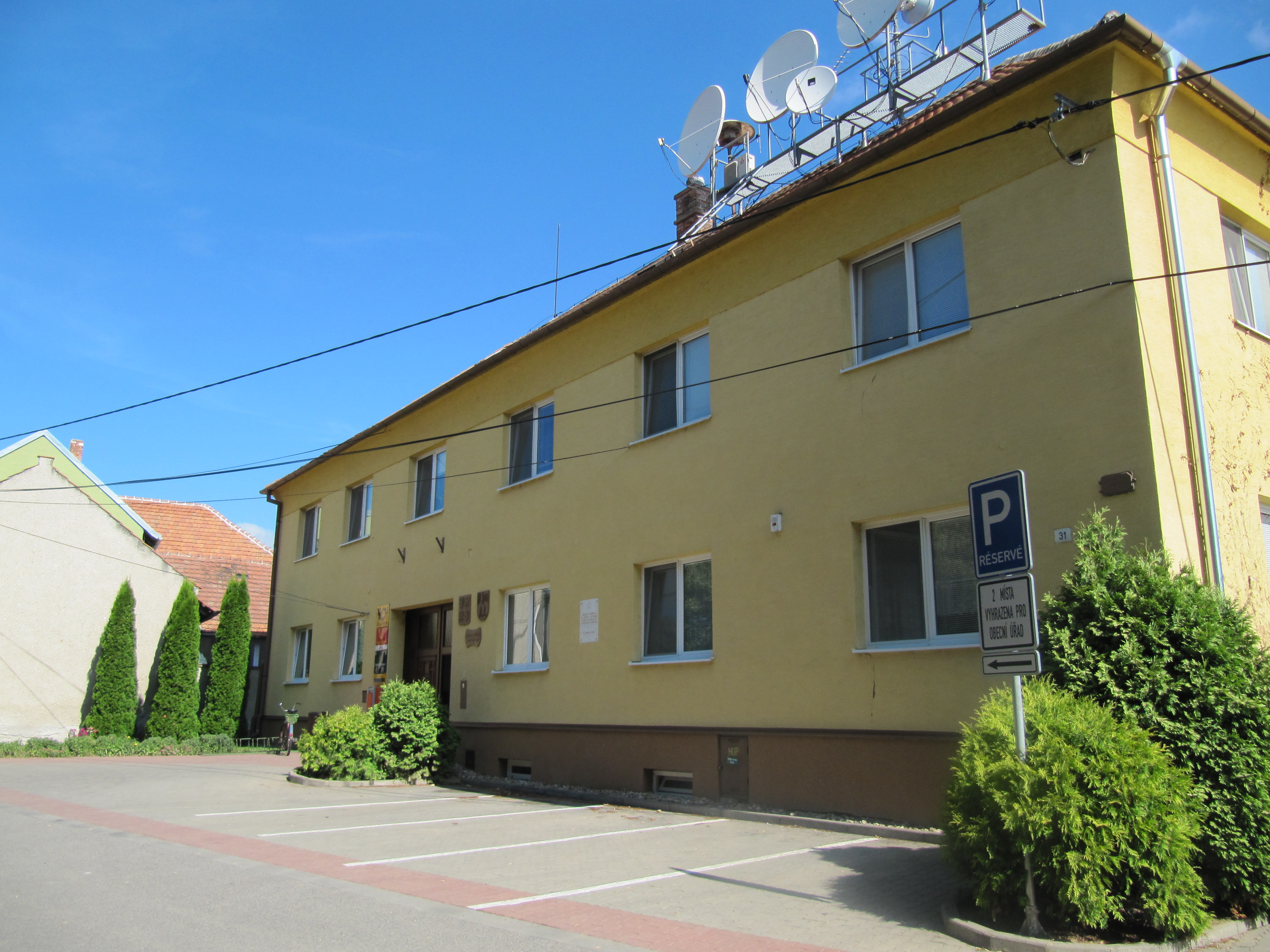
Budova obecního úřadu
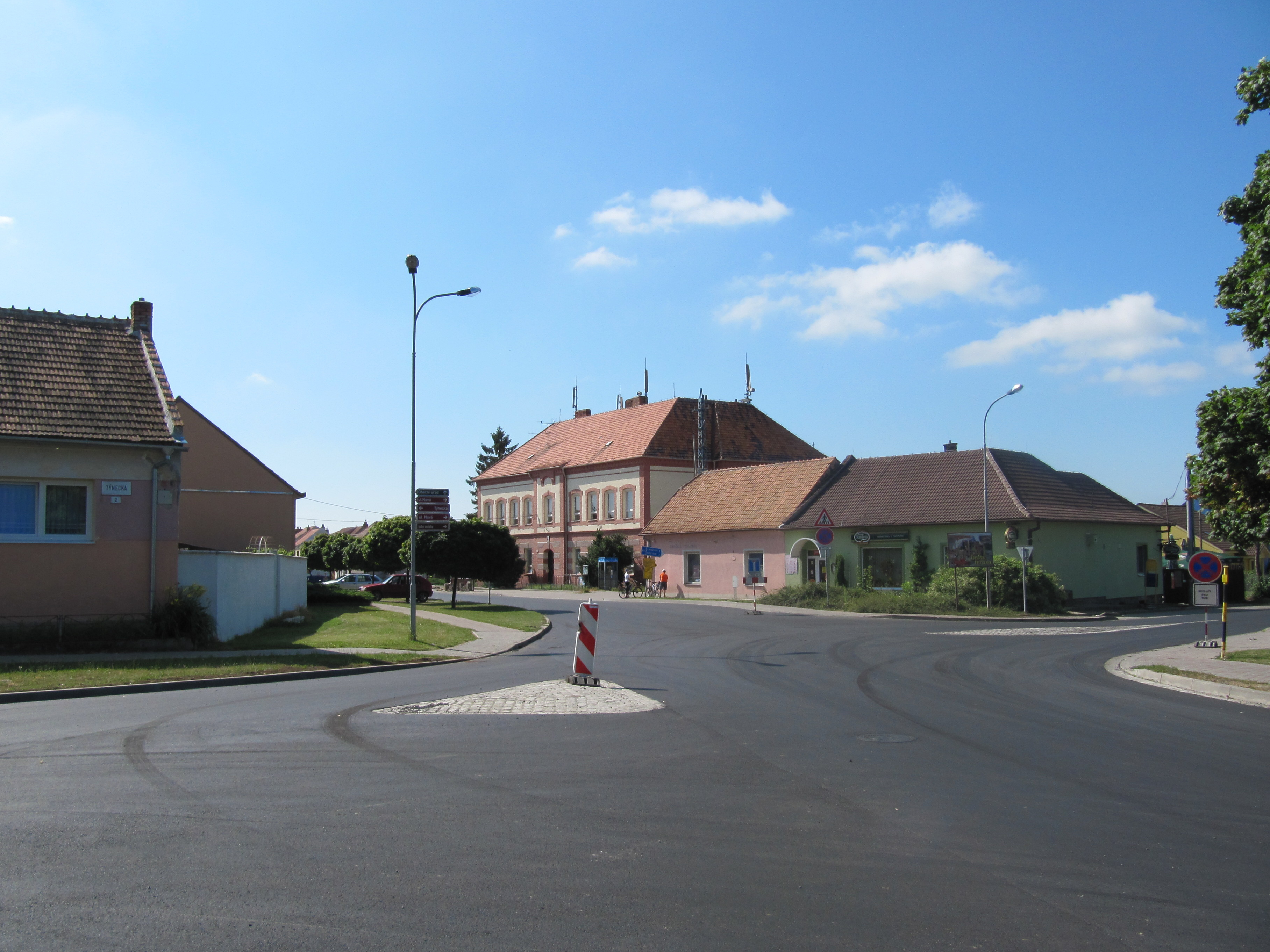
Nově opravená silnice na Náměstí Míru
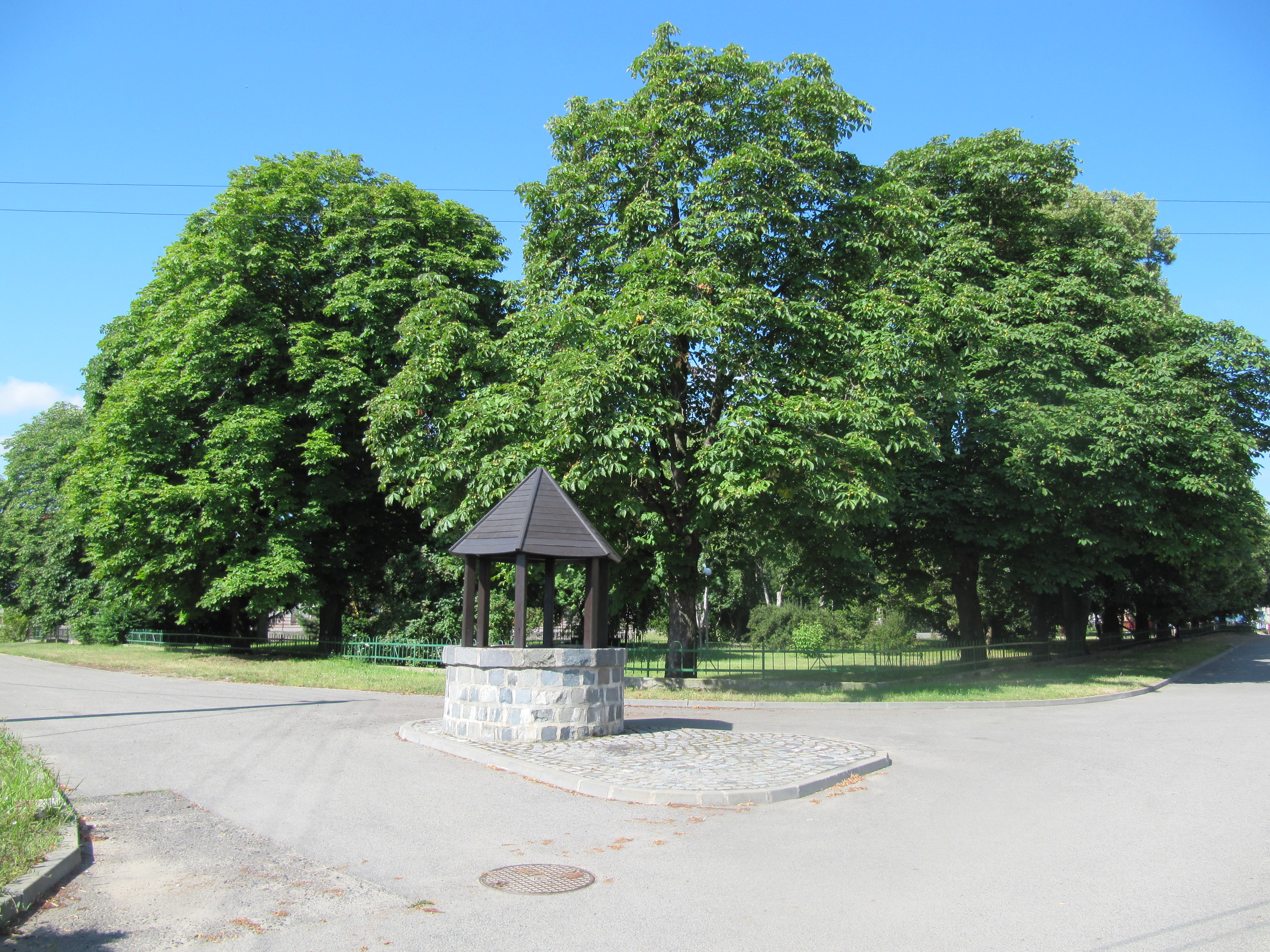
Park před obecním úřadem se studnou

## Obyvatelstvo
| Rok            | 1869  | 1880  | 1890  | 1900  | 1910  | 1921  | 1930  | 1950  | 1961  | 1970  | 1980  | 1991  | 2001  | 2011  | 2021  |
| -------------- | ----- | ----- | ----- | ----- | ----- | ----- | ----- | ----- | ----- | ----- | ----- | ----- | ----- | ----- | ----- |
| Počet obyvatel | 1 397 | 1 563 | 1 669 | 1 795 | 2 013 | 2 120 | 2 116 | 1 997 | 2 204 | 2 199 | 2 173 | 2 114 | 2 067 | 2 050 | 2 019 |
| Počet domů     | 314   | 322   | 332   | 341   | 366   | 381   | 470   | 515   | 539   | 550   | 580   | 648   | 659   | 714   | 729   |

## Obecní správa

### Obecní symboly
Znak obce je historický, vlajka byla obci udělena rozhodnutím předsedy Poslanecké sněmovny Parlamentu České republiky dne 9. prosince 2002.

## Pamětihodnosti
- Boží muka jsou trojboká sakrální stavba z 18. století na křižovatce hlavních cest nedaleko kostela. Jde o nejstarší dochovanou památku ve vesnici.[zdroj?]
- Socha svatého Jana Nepomuckého – postavena v roce 1841[zdroj?]
- Kostel svatého Mikuláše – hlavní dominanta obce
- Slovácká chalupa
- Památník osvoboditelům obce
- Budova staré školy

Památky
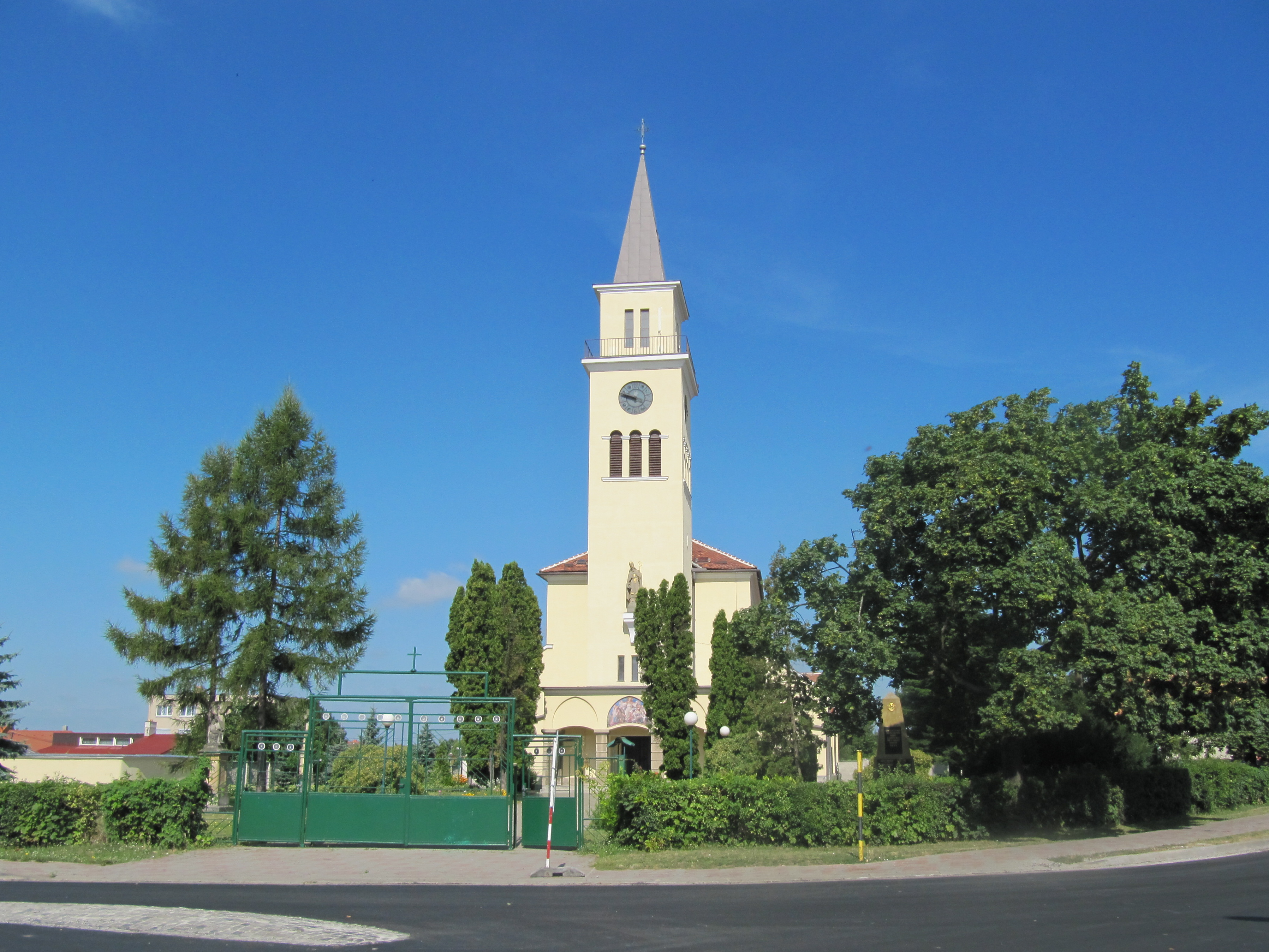
Kostel sv. Mikuláše
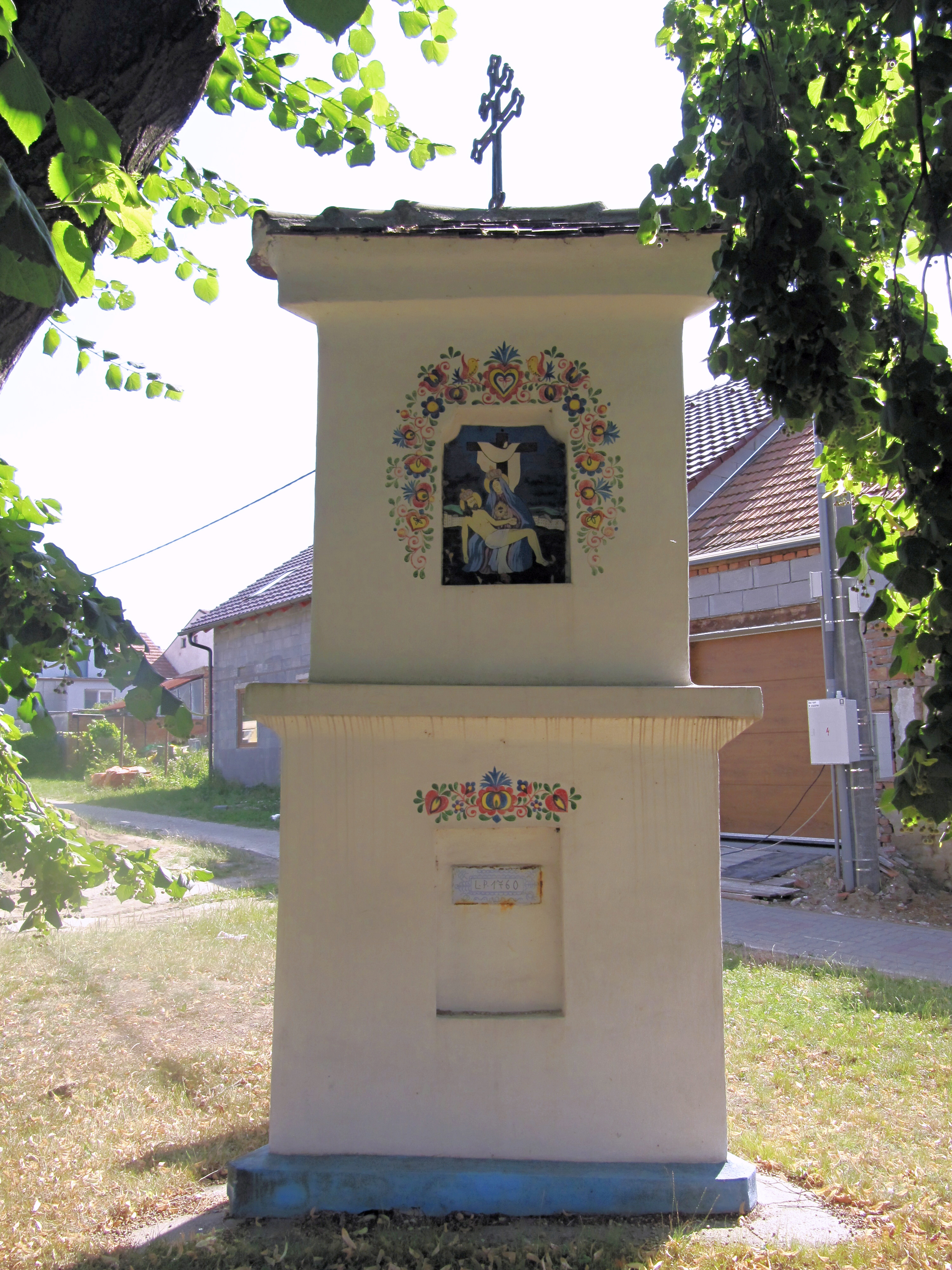
Boží muka
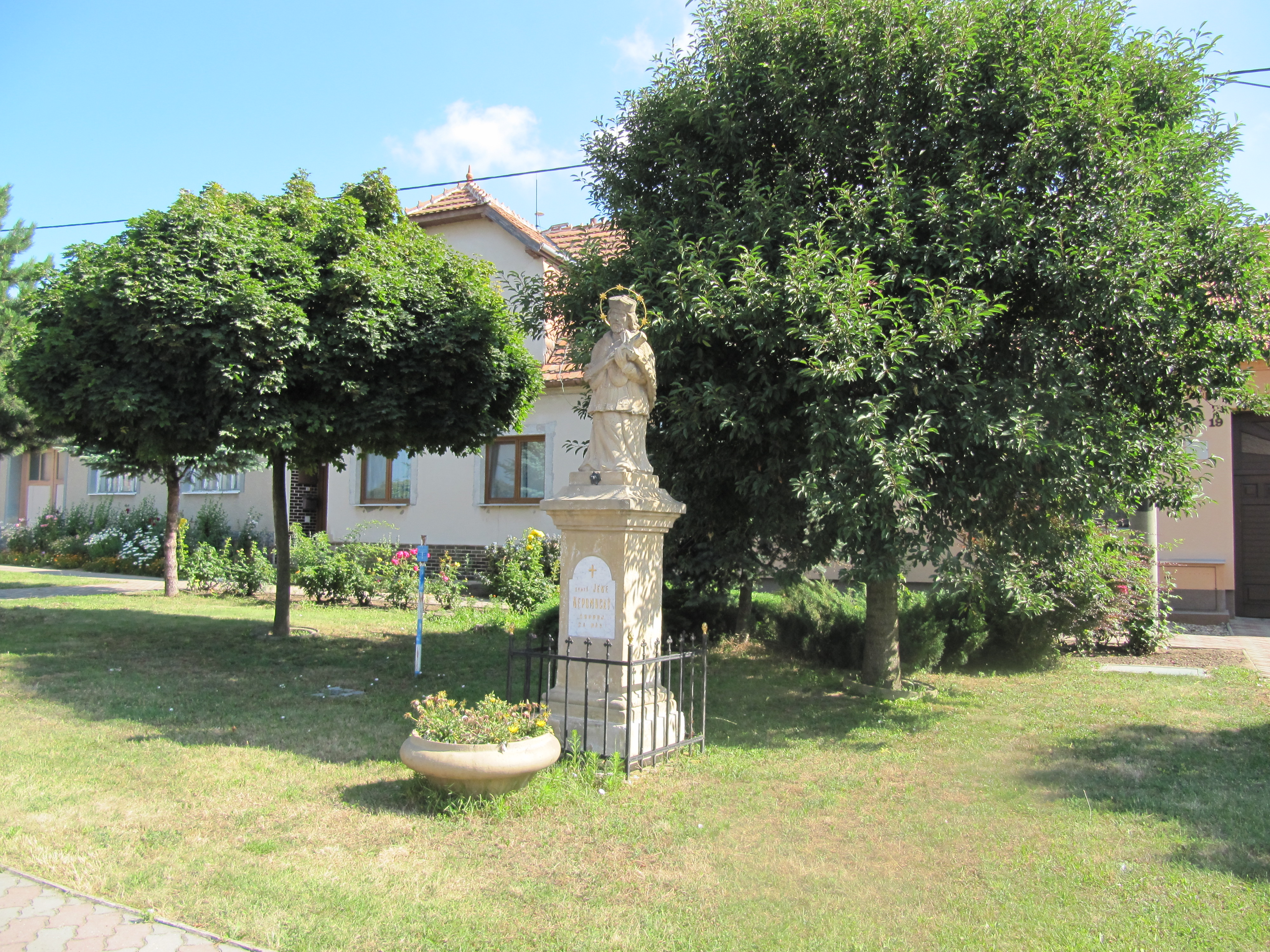
socha Jana Nepomuckého
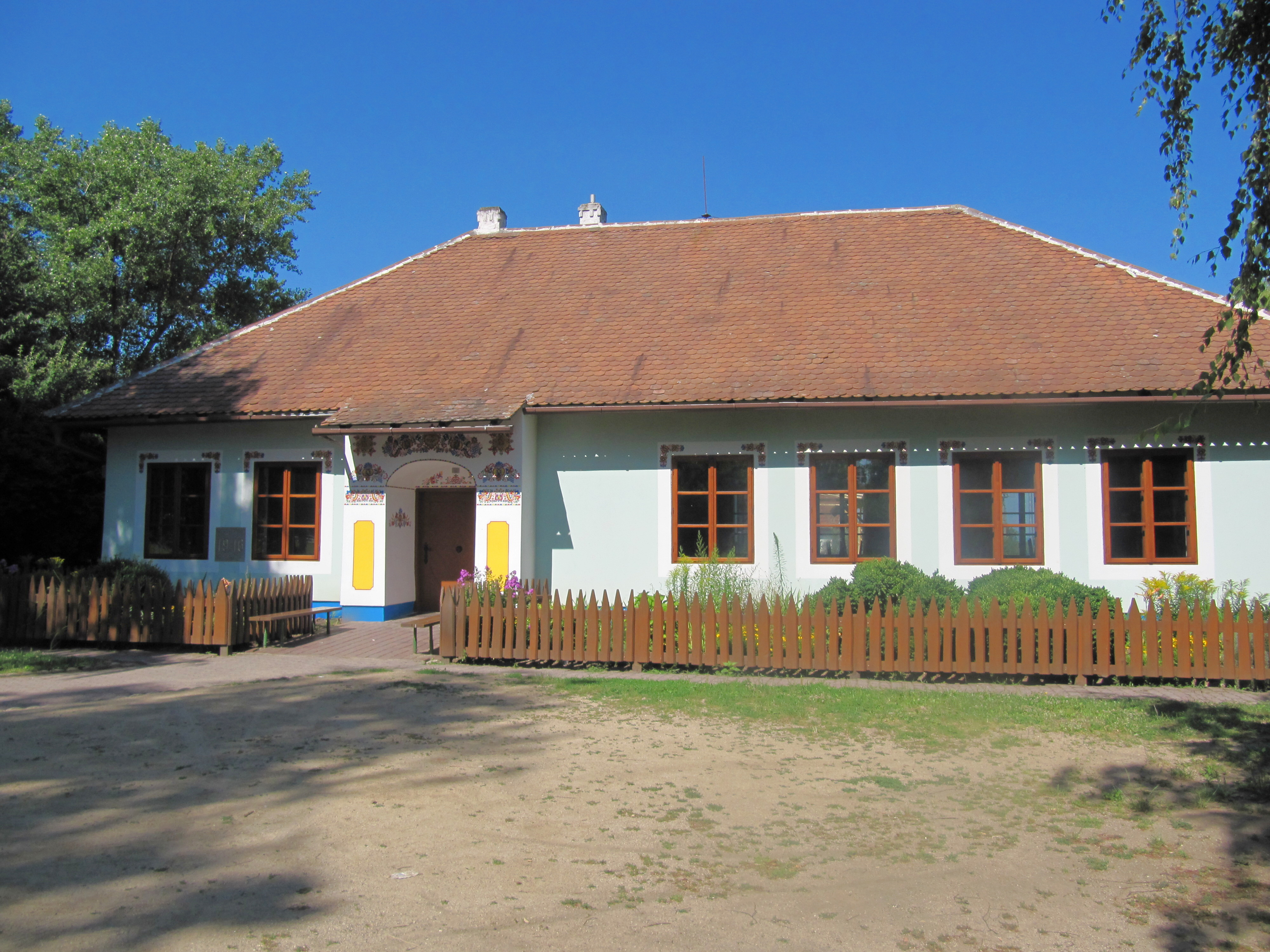
Slovácká chalupa

## Slavnosti

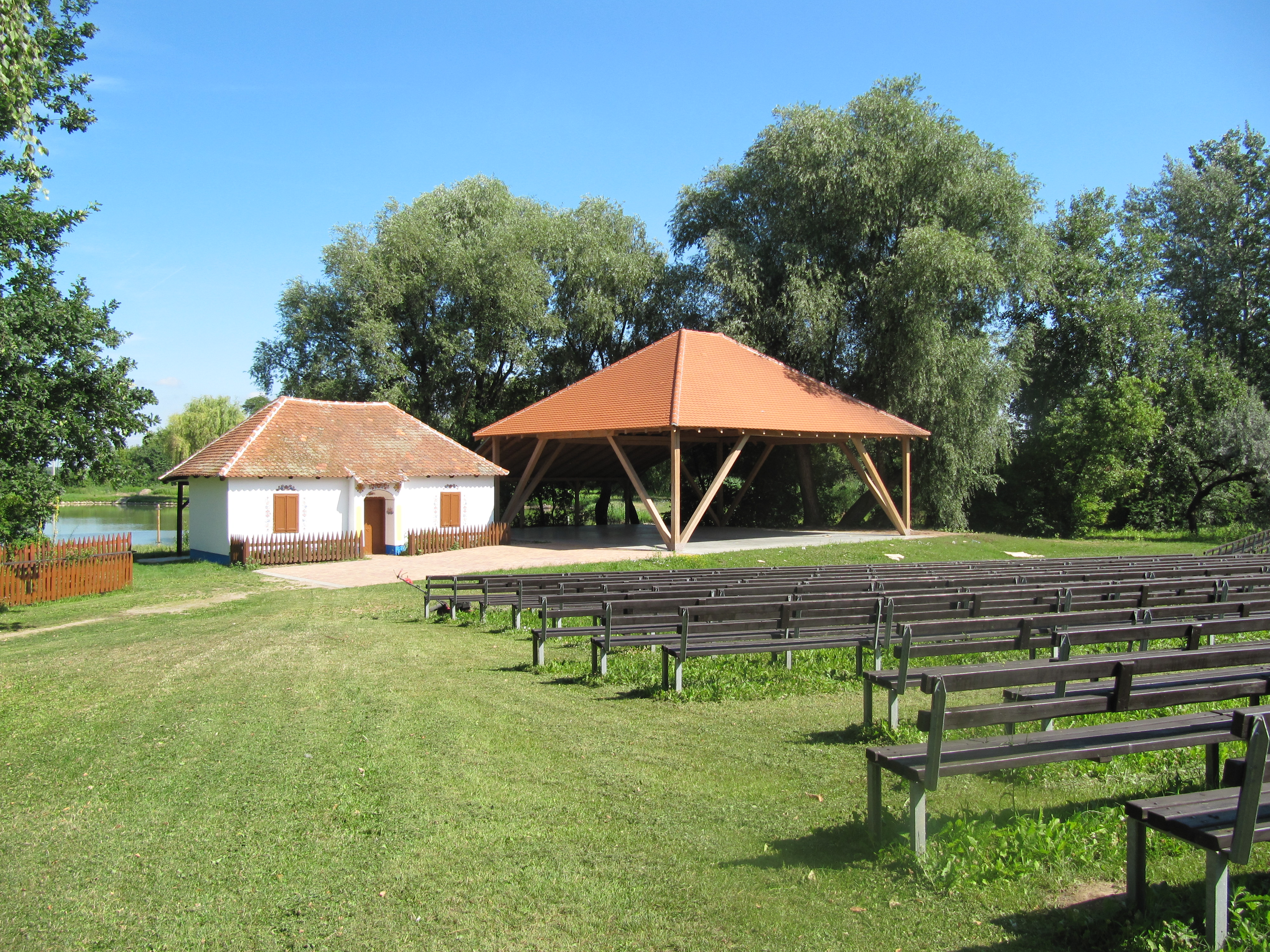
Amfiteátr, v pozadí rybník a malá Slovácká chalupa

Každý rok, vždy první víkend v červnu, se ve Tvrdonicích konají Tvrdonské národopisné slavnosti. Vždy v pátek začínají přehlídkou dechových hudeb, v sobotu pak navazují dětské soubory. Dětské soubory z Tvrdonic a okolních vesnic vedou průvod do amfiteátru, kde následně celé odpoledne předvádějí svá vystoupení. Večer jsou soutěže ve zpěvu, tanci a o Stárka Podluží. V neděli se koná mše svatá v místním kostele svatého Mikuláše, následuje pak sjíždění chasy ve vozech taženými koňmi, průvod nazvaný Hore Tvrdonicama, který začíná na náměstí Míru a vede až do amfiteátru a nakonec závěrečné vystoupení dechových souborů, které slavnosti ukončují. Celý víkend jsou na místě stánky s ukázkou tradičních řemesel, s folklorními výrobky a s občerstvením včetně krajových specialit. Během festivalu je otevřen zahrádkářský sklep s možností nákupu vína od místních vinařů a místní restaurační zařízení rovněž nabízejí speciální jídla. Slavnosti doprovází i pouť s kolotoči nedaleko amfiteátru a dílny pro děti, pravidelně vystupují sbory z okolních států.[zdroj?]

## Turistika

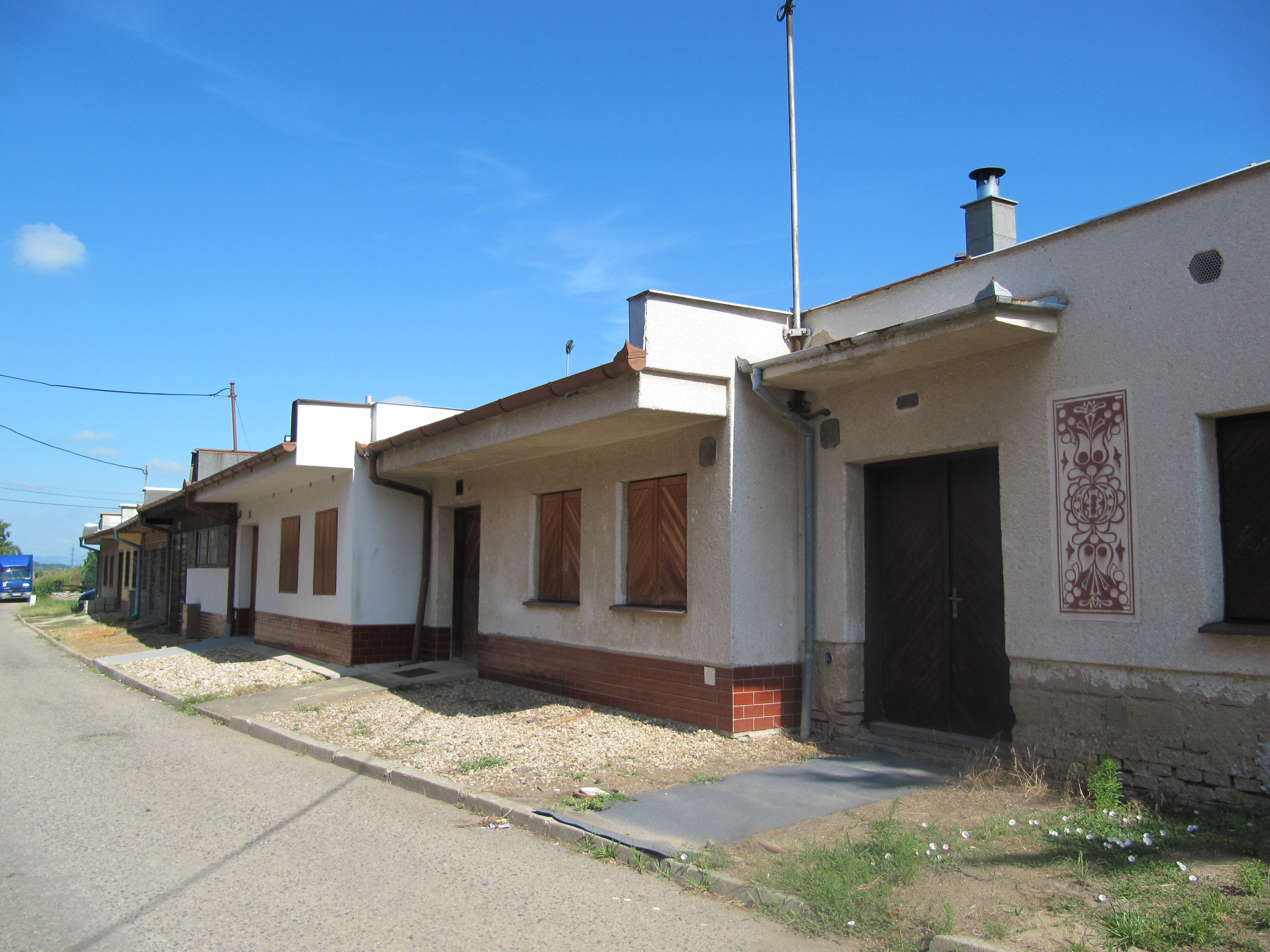
Ulice Sklepní

Obcí Tvrdonice procházejí celkem 3 cyklostezky. Nejznámější cyklostezka je 43, která začíná v Mikulčicích a končí v Břeclavi. Cyklostezka vede přes obec. Další cyklostezka vedoucí přes obec je cyklostezka Podluží. Ta vede přes střed obce až do Sklepní ulice, kde se nacházejí vinné sklípky. Nejnovější cyklostezka, otevřená v létě roku 2010, je cyklostezka spojující Tvrdonice a Moravský Svätý Ján. Ve Tvrdonicích postavili multifunkční hřiště a cykloodpočívárnu na samotném konci cyklostezky. Cyklostezka končí v Tvrdonském národopisném amfiteátru. Za obcí se nacházejí dále ještě 2 cyklostezky. Cyklostezka značená zelenou barvou spojující Lanžhot a Bunč v Chřibech a cyklostezka 44. Tvrdonice dále nabízejí možnost účastnit se různých akcí, např. Tvrdonské národopisné slavnosti, Tvrdonské krojované hody (vždy 1. neděli v září), Mikulášský jarmark, Fašank a pochovávání basy, zarážání hory, Vynášení Morany (smrtky) a přivítání Létečka, Slavnostní ohňostroj, Noc v knihovně, Motohody, Krojový ples, Karnevaly, košty vína, Lampionový průvod a různé besedy se spisovateli a seniory. Oslavuje se zde i Den matek a MDŽ. Pravidelně se zde konají místní výstavy historie obce, krojů, tradic a řemesel. Pro rybáře Tvrdonice nabízejí revíry v podobě řek Kyjovka a Morava, rybník v TNA, štěrkovny a slepá ramena řeky Moravy. Ubytovaní nabízí místní penziony a sklípky.[zdroj?]

### Projekt Skulptury ve vinici

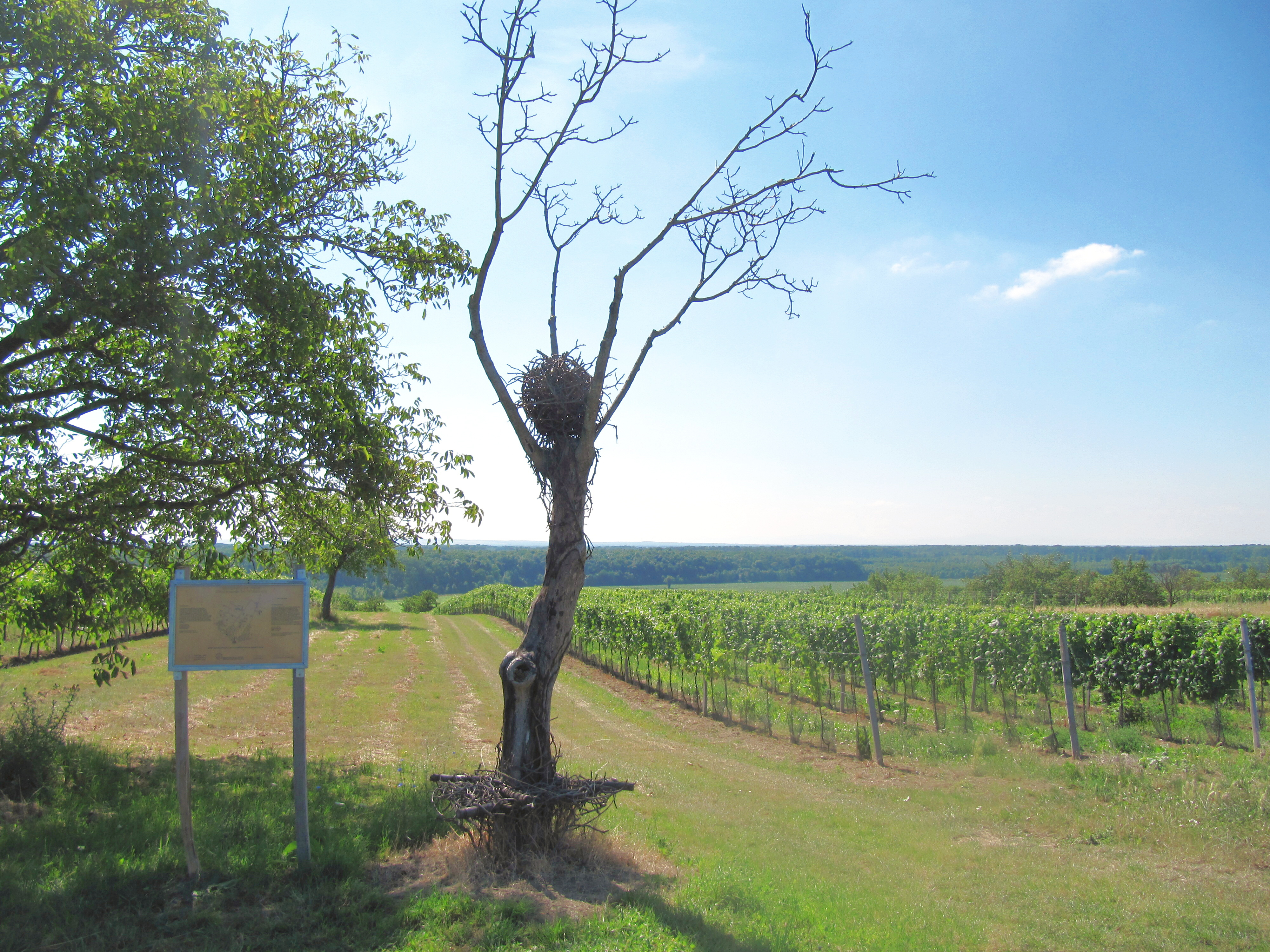
Skulptura mezi Tvrdonicemi a Týncem

27.-31. 10. 2010 se dohodli zástupci Tradiceum Moravicum o. s. a Kulturvernetzung Niederösterreich o spolupráci s českými, slovenskými a rakouskými umělci o společném workshopu Skulptury ve vinici. Umělci spolu vytvořili celkem 7 nadčasových skulptur, typických právě pro kulturu těchto tří národů. Na projektu pracovalo celkem 22 umělců a skulptury rozmístili do okolí Tvrdonic, srdce Podluží, do vinic a tím položili základy nové cyklostezky.[zdroj?]

## Průmysl a firmy

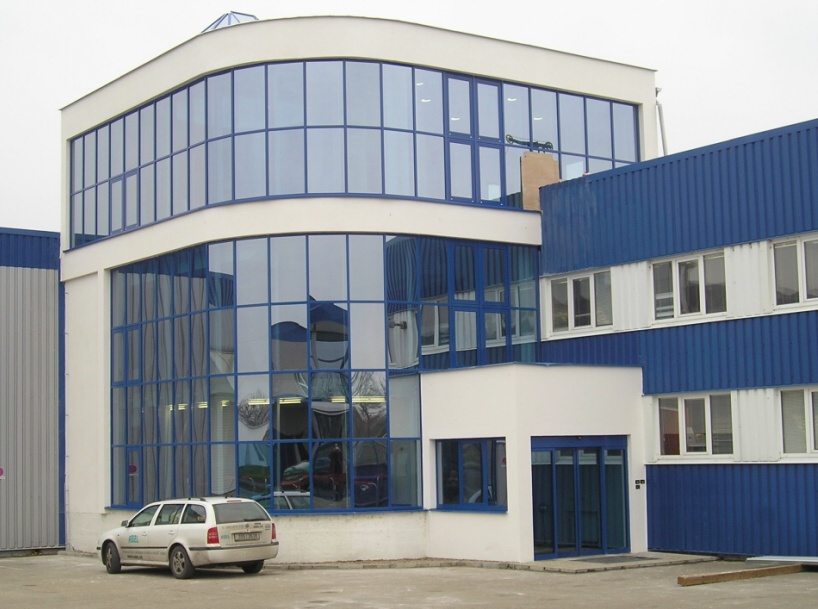
Budova Frujo a. s.

V obci se nachází sušárna zeleniny Dion (dnes již nefunkční), potravinářská firma Frujo, a. s., která vyrábí produkty pro další zpracování, např. ovocné, neovocné, cereální a zeleninové složky do mlékárenského průmyslu, dále emulze, báze a koncentráty pro nápojářský průmysl. Pod obchodní značkou Toje vyrábí společnost pekařské a cukrářské náplně, zmrzlinové směsi a pasty, sirupy a toppingy, či produkty pro food service. Dále zde sídlí zemědělská firma Jižní Morava a. s, která vznikla roku 1976 a roku 1992 byly uvedeny do provozu nové skleníky a stav produkčních ploch k dnešnímu dni je 6,6ha. Firma vyprodukuje ročně 2000 tun zeleniny a 1500 tisíc kusů květin. Veškerá zelenina je ošetřována pouze biologicky.[zdroj?]
Za obcí se nachází komplex objektů podzemního zásobního plynu, který byl uveden do provozu roku 1971 a má celkovou kapacitu 460 kubických metrů.[zdroj?]
Ve Tvrdonicích je dále v provozu společnost Great Gun, který se zabývá prodejem a výrobou střelných zbraní, hlavně westernového stylu, ať už zbraní ostrých, nebo cvičných.[zdroj?]

### Pohostinství
Ve Tvrdonicích je nemalé množství hospod a restaurací. Nachází se zde:
- Sokolovna – hospoda se sálem na pořádání akcí, kulečník
- Hospůdka U Kostela
- Bowling-kavárna-herna – restaurace s možností hraní bowlingu a na automatech a videoloterijních terminálech
- Restaurace Dělnický dům
- Hospoda Na Hřišti – hospoda s billiárem
- Restaurace a penzion Čičina

### Vinařství
Ve Tvrdonicích je nemalé množství vinných sklípků. Mezi nejznámější vinařství patří:
- Vinařství Kosík
- Vinařství Čech
- Vinařství Balga (BMVinařství)
- Vinařství Uher
- Vinný sklípek Tvrdonice
- Víno Maška

## Doprava
Na území obce zasahuje dálnice D2. Obcí prochází silnice II/424 v úseku Moravská Nová Ves - Tvrdonice - Lanžhot a silnice III. třídy:
- III/4243 ze silnice I/55 do obce
- III/4244 (ulice Rybáře)

## Osobnosti
- Josef Severin (1. 6. 1916 – 12. 4. 1991), místní rodák, známý zpěvák lidových písní
- Adriana Mašková (* 18. září 1998) je česká profesionální tanečnice a lektorka tance. V roce 2021 vyhrála spolu s hercem  Janem Cinou soutěž StarDance …když hvězdy tančí.
- František Studenka (7. 10. 1937 – 7. 11. 2015), rolník, vinař a pokorný správce lidové písničky.  Od mládí se aktivně zúčastňoval kulturního života v obci a kraji. V rodné obci se podílel jako zpěvák i organizátor na slavnostech Podluží v písni a tanci, vystupoval na MFF ve Strážnici a na dalších místech. Zpíval s rozhlasovým BROLNem. Představoval typ lidového zpěváka, který se nestal profesionálním interpretem, ale zpíval především z vnitřní potřeby. V roce 1991 získal ocenění laureát MFF ve Strážnici za znovuoživení tradice bohatýrského zpěvu na Podluží.

## Galerie

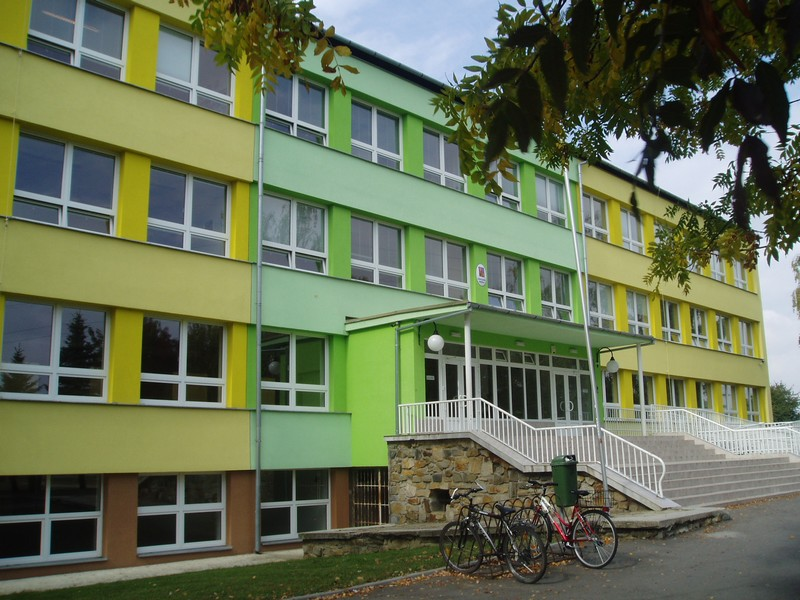
Budova základní školy mezi obcemi Tvrdonice a Kostice
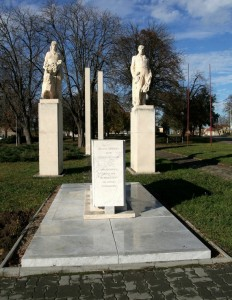
Památník osvobození v parku
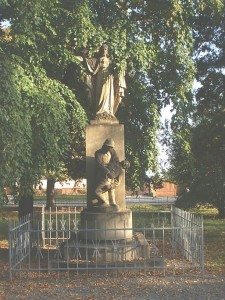
Památník obětem první světové války
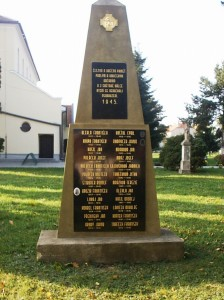
Památník obětem druhé světové války
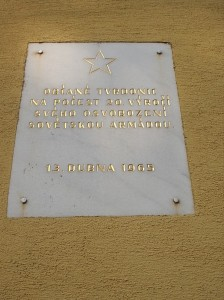
Deska na obecním úřadu